# Opel Astra L
Opel Astra L — шестое поколение автомобиля Opel Astra. Автомобиль был представлен 13 июля 2021 года. Продажи стартовали в январе 2022 года. В Великобритании продаётся под названием Vauxhall Astra.

## История
Первый прототип автомобиля Opel Astra L был представлен 13 июля 2021 года. 1 декабря 2021 года был представлен универсал Sports Tourer, который серийно производится с 15 октября 2022 года. Базовые модели, хетчбэки, производятся с января 2022 года в Рюссельсхайме. Продажи осуществились 7 мая 2022 года. С сентября 2022 года производится спортивный автомобиль GSe. С 2023 года производится также электромобиль Astra Electric.

## Галерея

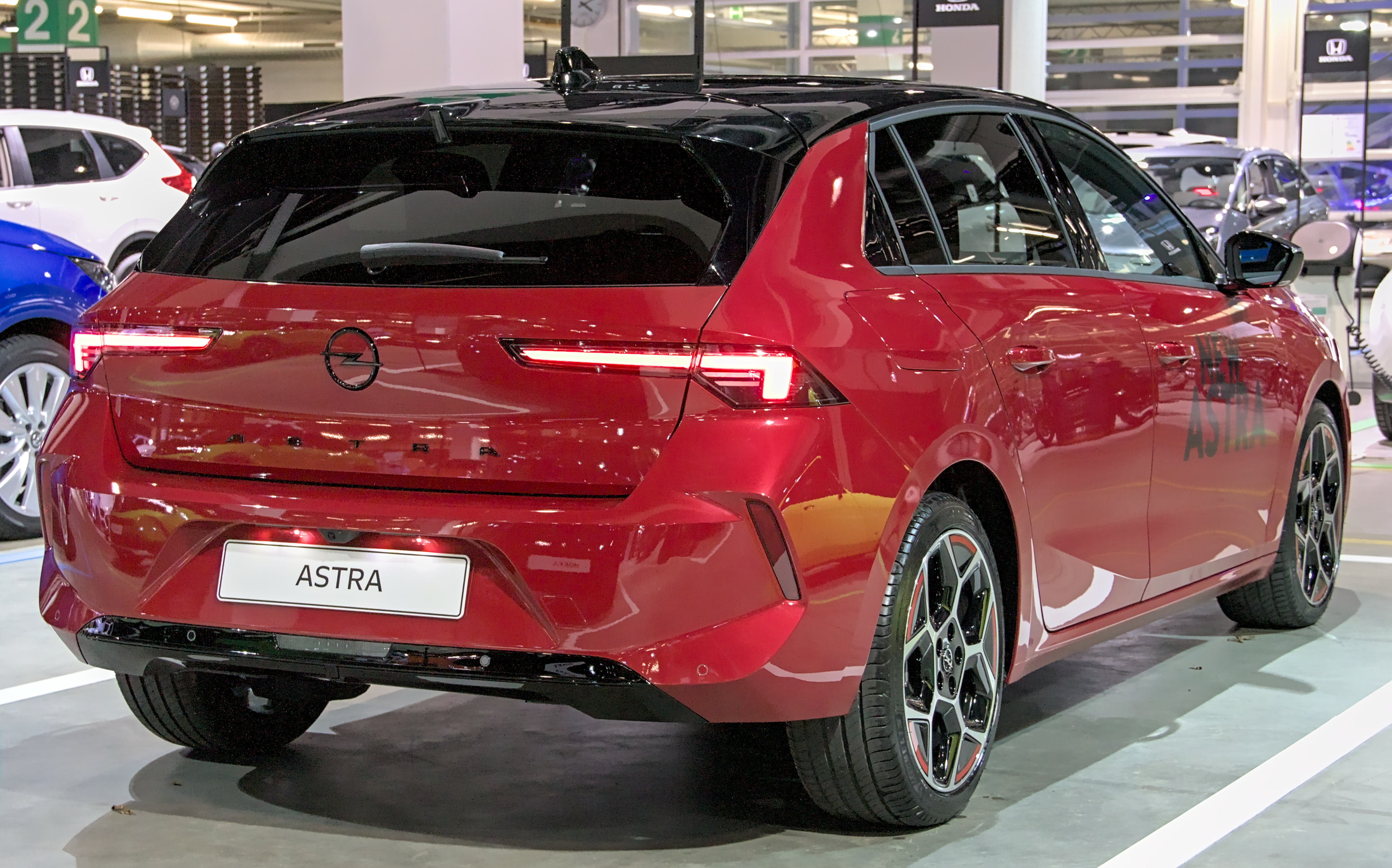
Вид сзади
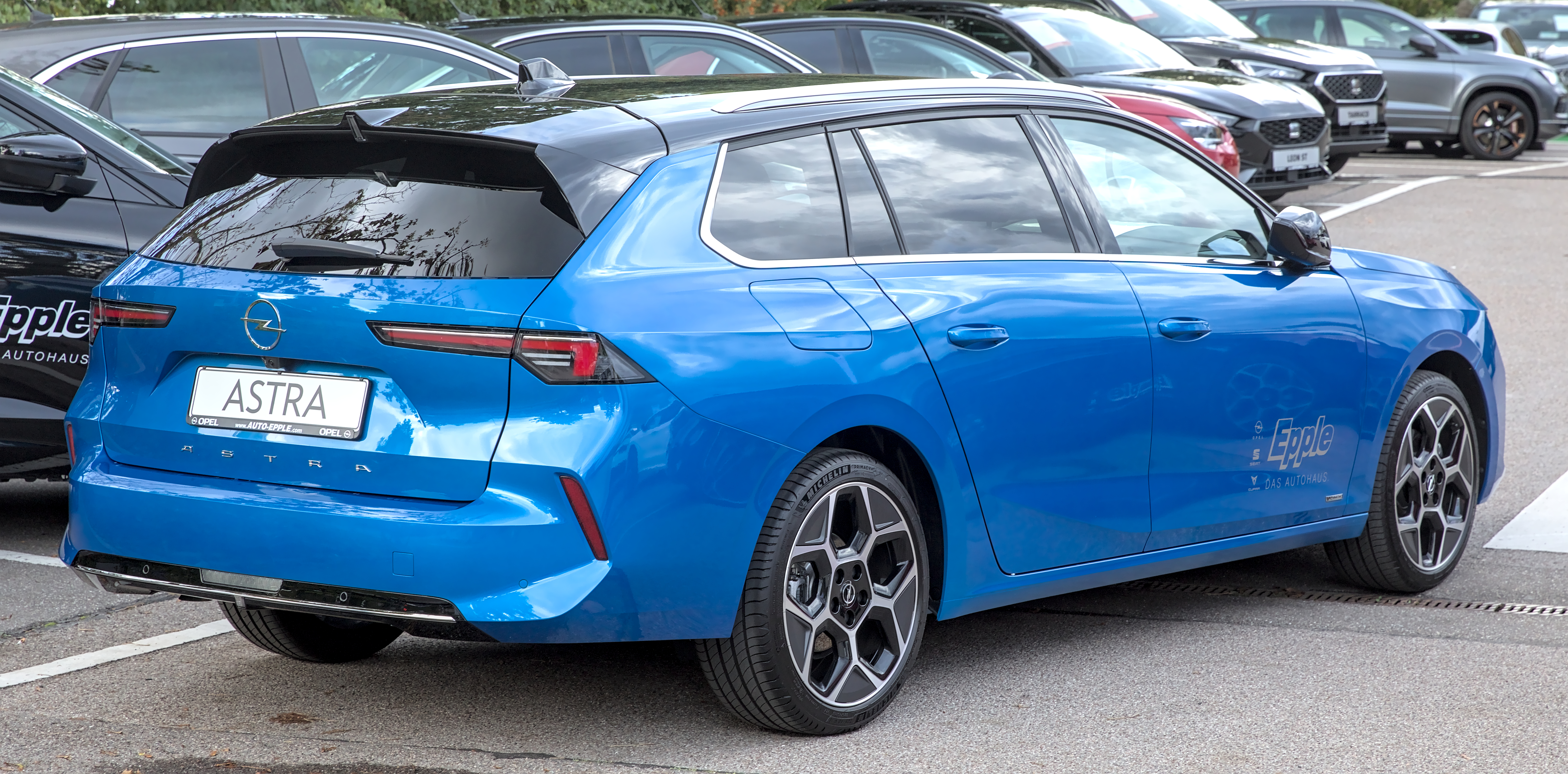
Opel Astra L Sports Tourer
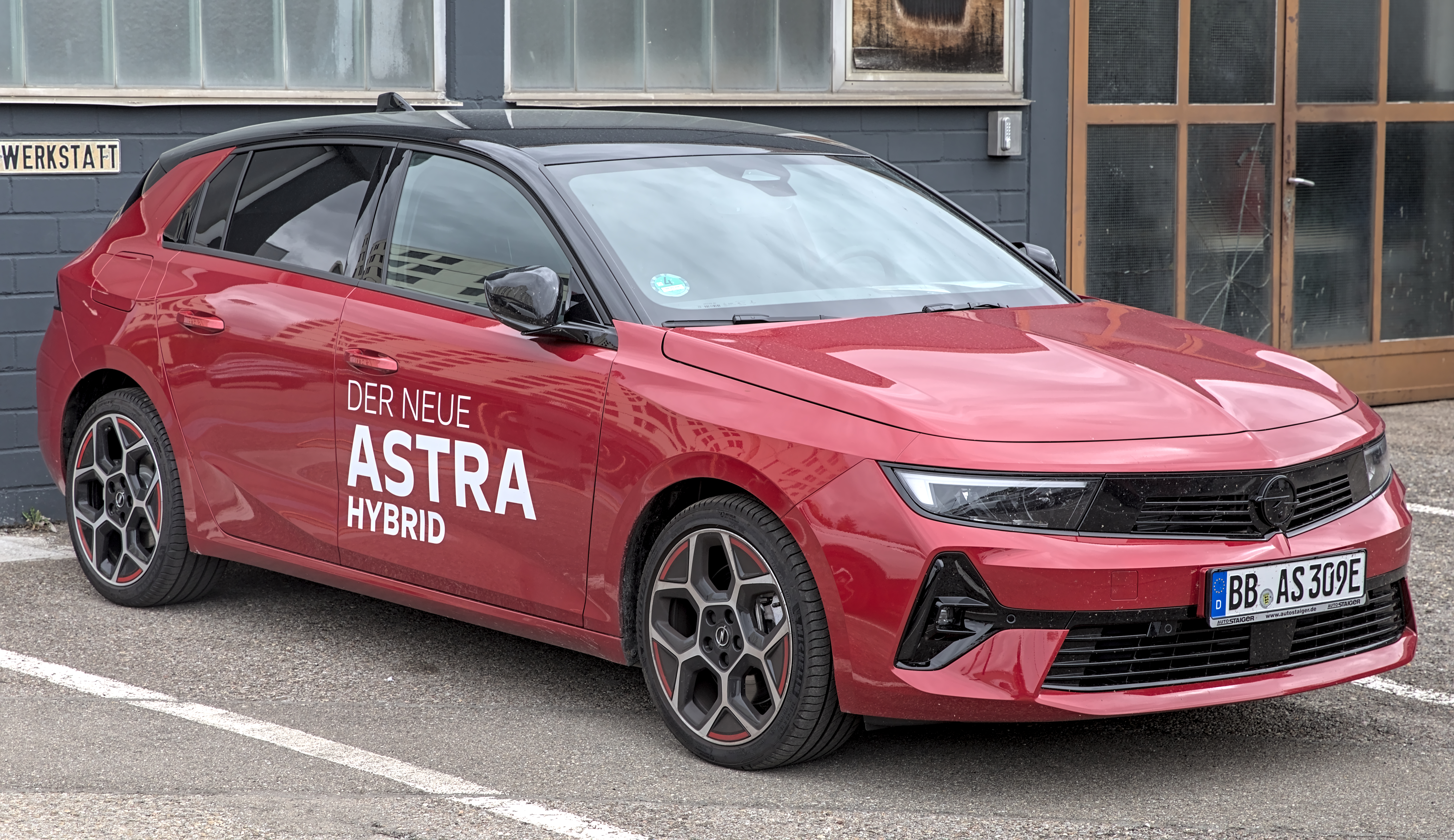
Opel Astra L PHEV
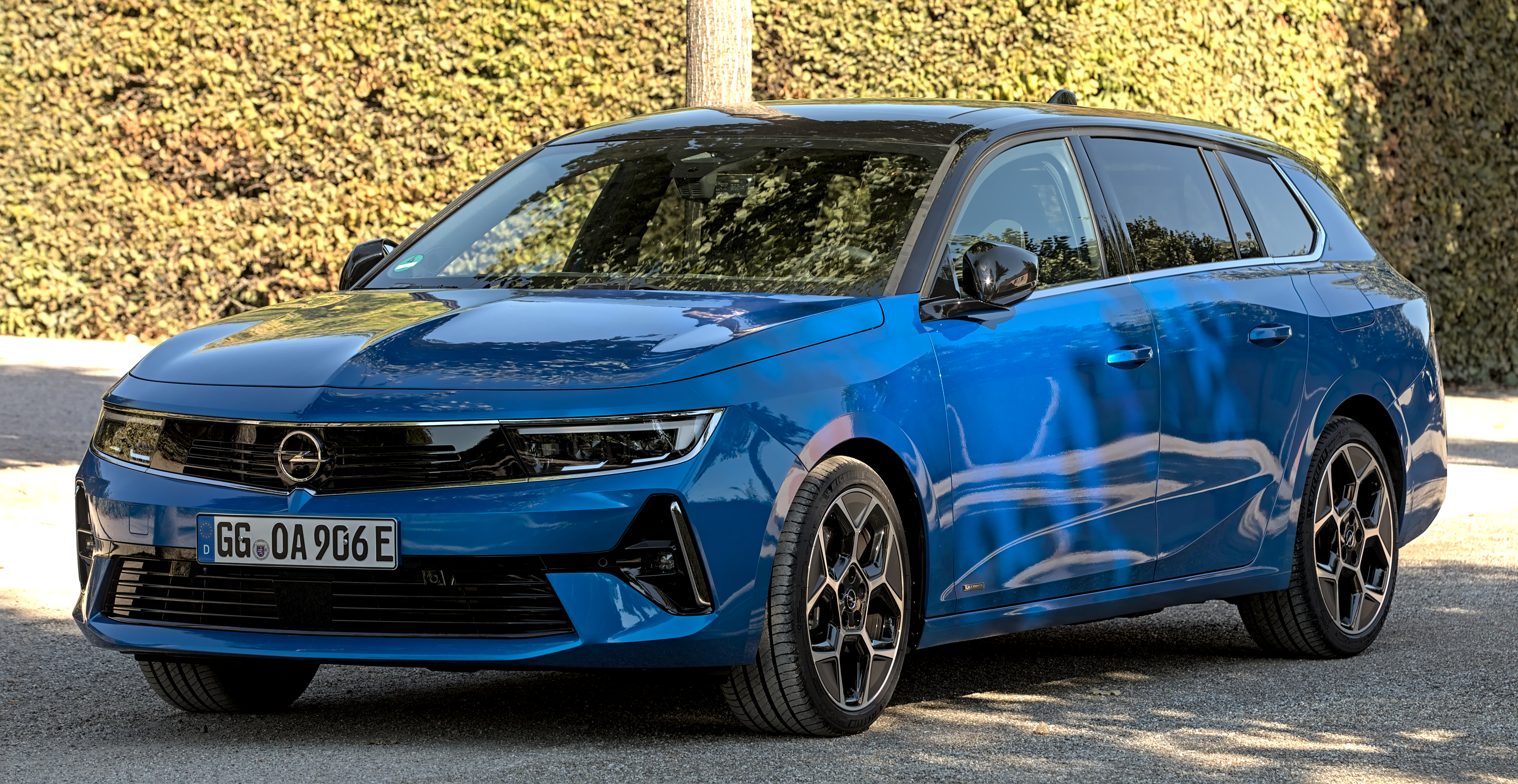
Opel Astra L Sports Tourer PHEV
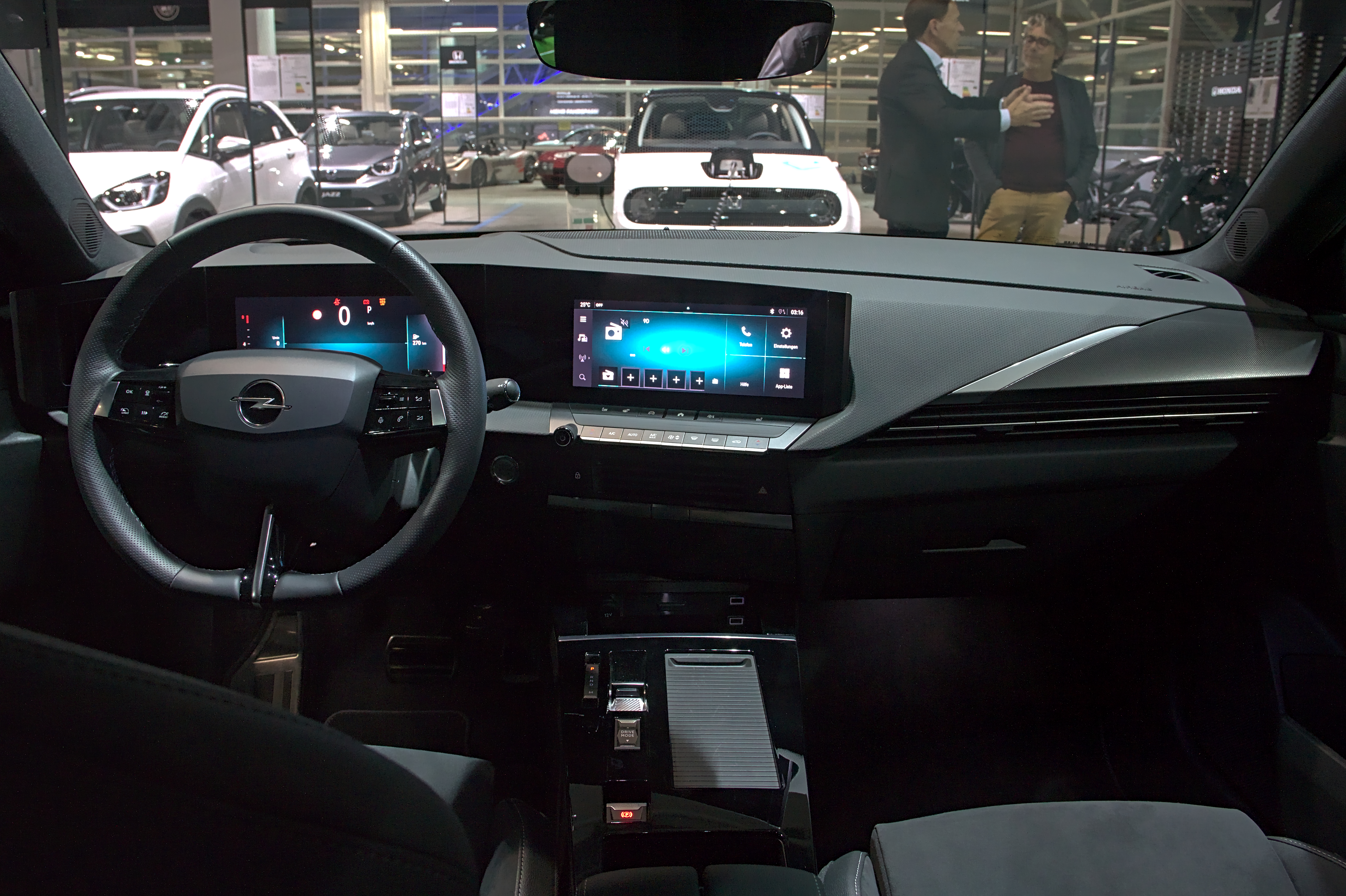
Место водителя
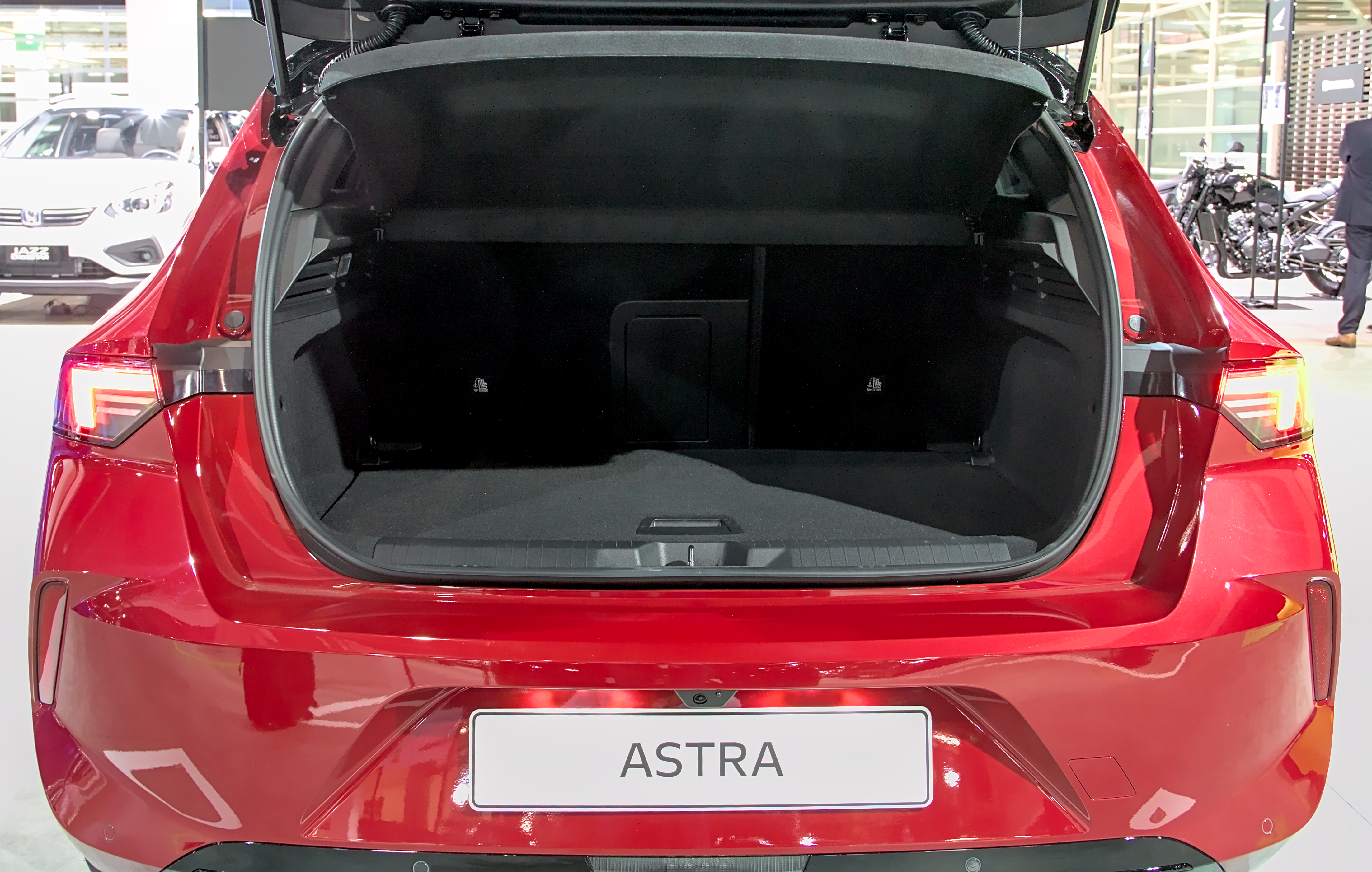
Багажник
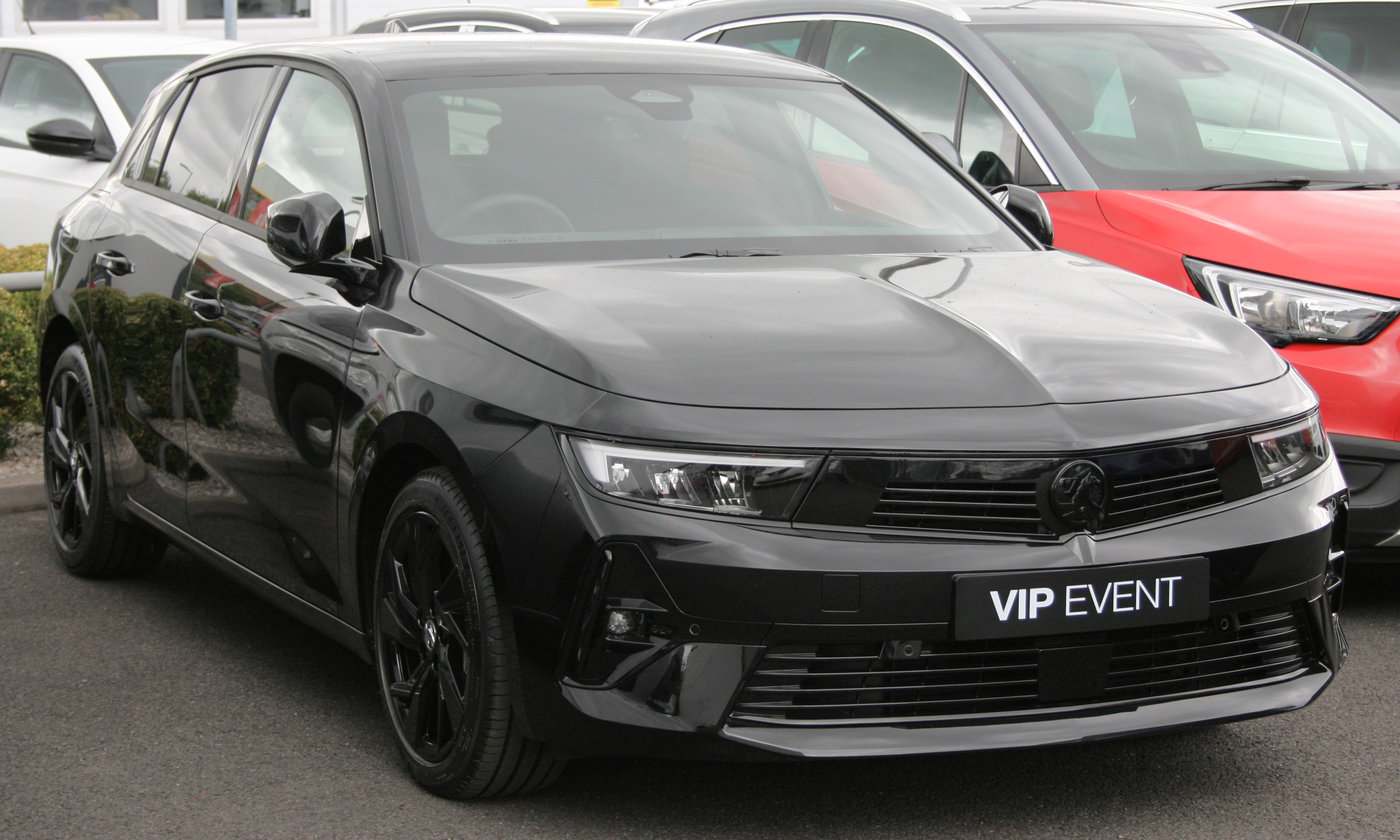
Vauxhall Astra

## Двигатели
Автомобиль Opel Astra L оснащается двигателями внутреннего сгорания EB2ADTD мощностью 110 л. с., EB2DTS мощностью 130 л. с., DW5 BlueHDI мощностью 130 л. с. и электродвигателями EP6FDT мощностью 180 и 225 л. с.